# Liste des ministres sud-africains de la Défense
Pour les articles homonymes, voir Ministère de la Défense.

## Liste des ministres de la Défense
| #  | Nom                                   |  | Parti              | Terme       |
| -- | ------------------------------------- |  | ------------------ | ----------- |
| 1  | Jan Smuts (1870-1950)                 |  | Parti sud-africain | 1910–1920   |
| 2  | Hendrik Mentz (1877-1938)             |  | Parti sud-africain | 1920–1924   |
| 3  | Frederic Creswell (1866-1948)         |  | Parti travailliste | 1924–1933   |
| 4  | Oswald Pirow (1890-1959)              |  | Parti national     | 1933–1939   |
| 5  | Jan Smuts (1870-1950)                 |  | Parti uni          | 1939–1948   |
| 6  | F.C. Erasmus (1896-1967)              |  | Parti national     | 1948–1959   |
| 7  | Jacobus Johannes Fouché (1898-1980)   |  | Parti national     | 1959–1966   |
| 8  | Pieter Willem Botha (1916-2006)       |  | Parti national     | 1966–1980   |
| 9  | Magnus Malan (1930-2011)              |  | Parti national     | 1980–1991   |
| 10 | Roelf Meyer (né en 1947)              |  | Parti national     | 1991–1992   |
| 16 | Gene Louw (né en 1931)                |  | Parti national     | 1992–1993   |
| 17 | Kobie Coetsee (1931-2000)             |  | Parti national     | 1993–1994   |
| 18 | Joe Modise (1929-2001)                |  | ANC                | 1994-1999   |
| 19 | Patrick Lekota (né en 1948)           |  | ANC                | 1999-2008   |
| 20 | Charles Nqakula (né en 1942)          |  | ANC                | 2008-2009   |
| 21 | Lindiwe Sisulu (née en 1954)          |  | ANC                | 2009-2012   |
| 22 | Nosiviwe Mapisa-Nqakula (née en 1956) |  | ANC                | 2012-2021   |
| 23 | Thandi Modise (née en 1959)           |  | ANC                | 2021-2024   |
| 24 | Angie Motshekga (née en 1955)         |  | ANC                | depuis 2024 |